# Сираче (филм)
„Сираче“ (на английски: Orphan) е психологически филм на ужасите на Хауме Колет-Сера от 2009 г. В него участват Вера Фармига, Питър Сарсгаард, Изабел Фурман, С. С. Х Паундър, Аряна Енгинир и Джими Бернет. Оператор на филмът е Джеф Кътър. Продуциран е от Джоел Силвър, Леонардо ди Каприо. Историята е на Алекс Мейс. Филмът е разпространен от Уорнър Брос Пикчърс. И продукционна компания е Dark Castle Entertainment. Филмът е излъчен с български дублаж от студио „Медия Линк“, по BTV през 12 януари 2015.

## Сюжет
Внимание:  Текстът по-долу разкрива сюжета на произведението (или части от него)!
Младо семейство губи бебето си вследствие на аборт. Те решават да осиновят 9-годишно момиче, на име Естер. Оказва се, че Естер е 33-годишна жена, на име Лина Кламър, страдаща от Хипопитуитаризъм - заболяване, което я прави да изглежда като малко момиче.Накрая умира

## Продължение
На 19 август 2022 г. излиза филмът „Сиракът: Първо убийство“, разказващ предисторията на Лина Кламър. Сюжетът на филма разказва за бягството на Лина от психиатрична клиника в Естония и животът ѝ в Америка, където се представя за 9-годишната Естер - завърналата се изчезнала преди няколко години дъщеря на богато семейство.
|  | Тази страница частично или изцяло представлява превод на страницата Orphan (2009 film) в Уикипедия на английски. Оригиналният текст, както и този превод, са защитени от Лиценза „Криейтив Комънс – Признание – Споделяне на споделеното“, а за съдържание, създадено преди юни 2009 година – от Лиценза за свободна документация на ГНУ. Прегледайте историята на редакциите на оригиналната страница, както и на преводната страница, за да видите списъка на съавторите. ВАЖНО: Този шаблон се отнася единствено до авторските права върху съдържанието на статията. Добавянето му не отменя изискването да се посочват конкретни източници на твърденията, които да бъдат благонадеждни. |

1. ↑  www.boxofficemojo.com //  Box Office Mojo.   Посетен на 18 септември 2022 г.